# Napomyza glabra
Napomyza glabra är en tvåvingeart som beskrevs av Friedrich Georg Hendel 1935. Napomyza glabra ingår i släktet Napomyza och familjen minerarflugor.
Artens utbredningsområde är Finland. Arten är reproducerande i Sverige. Inga underarter finns listade i Catalogue of Life.